# Jüdische Gemeinde Rosières-aux-Salines
Eine Jüdische Gemeinde in Rosières-aux-Salines, einer französischen Gemeinde im Département Meurthe-et-Moselle in Lothringen, bestand schon vor dem 19. Jahrhundert.

## Nationalsozialistische Verfolgung
Ein großer Teil der jüdischen Gemeinde wurde 1942/43 deportiert und ermordet.

## Synagoge
Neben dem Uhrturm in der rue de l’Ancien Hôtel de Ville befand sich die Synagoge, die heute als Wohnhaus genutzt wird. Die Fassade blieb unverändert, das Innere des Gebäudes wurde umgebaut.

## Friedhof
Auf dem kommunalen Friedhof von Rosières-aux-Salines befinden sich acht jüdische Gräber.